# Ottonin Ljungqvist
Knut Otto Nin (Ottonin) Ljungqvist (i riksdagen kallad Ljungqvist i Munksjö), född 16 december 1836 i Karlstad, död 2 december 1896 i Jönköping, var en svensk bruksägare och politiker.
Ottonin Ljungqvist var det nionde och yngsta barnet till målarmästaren och affärsmannen Arvid Ljungqvist och handelsidkerskan Betty Carlborg och växte upp på en herrgård vid Östra Silen. Han studerade ett år vid Uppsala universitet 1856–57 och blev sedan informator på Bollstabruk, för att 1858 åter ägna sig åt studier, i klassiska språk och litteratur, i Uppsala under fyra år, men utan att avsluta med en examen. År 1862 blev han lärare och journalist i Karlstad.
Han anställdes 1863 av Johan Edvard Lundström som bokhållare vid Munksjö pappersbruk i Jönköping och blev 1869 Lars Johan Hiertas bolagsman, samt 1873, efter Hiertas död, genom köp ensam ägare till bruket. Han drev därefter framgångsrikt bruket som enskild firma till 1890, då det ombildades till aktiebolag.
Ottonin Ljungqvist var ledamot av stadsfullmäktige i Jönköping under mer än tjugo år, landstingsman i tjugo år, ledamot i riksdagens första kammare 1876–89 och var statsrevisor 1879 och 1880. Han drev under ett par år 1873–75 Jönköpings Dagblad tillsammans med tre läroverkslärare.
Han gifte sig första gången 1866 med Ida Tenger (1843–81). Paret fick elva barn. Han gifte om sig 1882 med Klara Weidling (1860–1934), som födde fyra barn 1883–87. Ottonin Ljungqvists första barn, som föddes utom äktenskapet av Emma Andersson 1865, upptogs av honom som hans barn 1875.